# Comarca de Pinares
La Comarca de Pinares és una comarca de la província de Sòria, a la comunitat de Castella i Lleó. Es tracta d'un territori accidentat amb les serres dels Picos de Urbión i La Cebollera. Aquí hi neixen els rius Duero i Mayor, aquest últim afluent de l'Iregua, afluent alhora de l'Ebre.

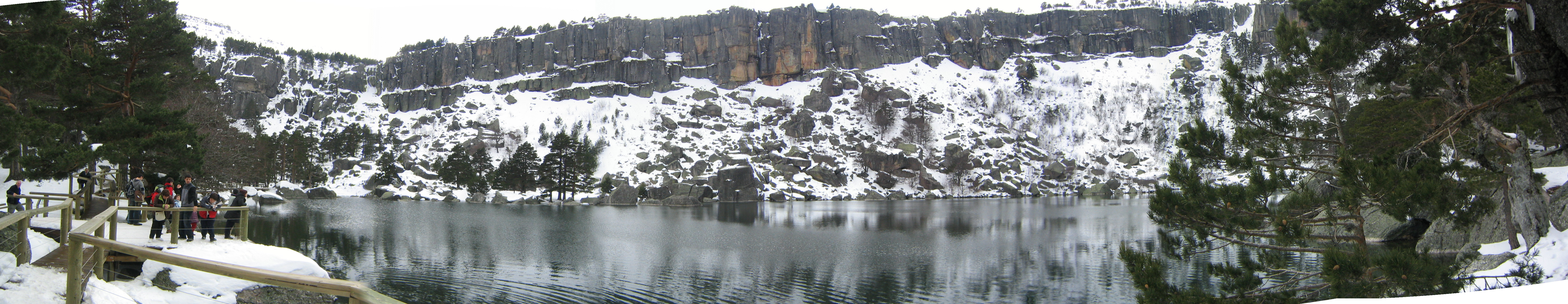
La Laguna Negra de Urbión

El cap comarcal és Vinuesa.

## Municipis
- Abejar
- Cabrejas del Pinar
- Casarejos
- Covaleda
- Cubilla
- Duruelo de la Sierra
- Herrera de Soria
- Molinos de Duero
- Montenegro de Cameros
- Muriel de la Fuente
- Muriel Viejo
- Navaleno
- Salduero
- San Leonardo de Yagüe
- Talveila
- Vadillo
- Vinuesa